# Escoire
 Escoire  (en occitano Escoira) es una población y comuna francesa, situada en la región de Aquitania, departamento de Dordoña, en el distrito de Périgueux y cantón de Savignac-les-Églises.

## Demografía
| 148 | 168 | 177 | 234 | 367 | 429 |
| Para los censos de 1962 a 1999 la población legal corresponde a la población sin duplicidades (Fuente: INSEE [Consultar]) |     |     |     |     |     |